# Pemphigus spyrothecae
Espèce
Pemphigus spyrothecae, le puceron de la galle spiralée du peuplier, est une espèce d'insectes hémiptères, responsable de la formation de galles torsadées sur les pétioles des feuilles des Peupliers. Ces galles en forme de spirale sont à l'origine du nom spécifique.

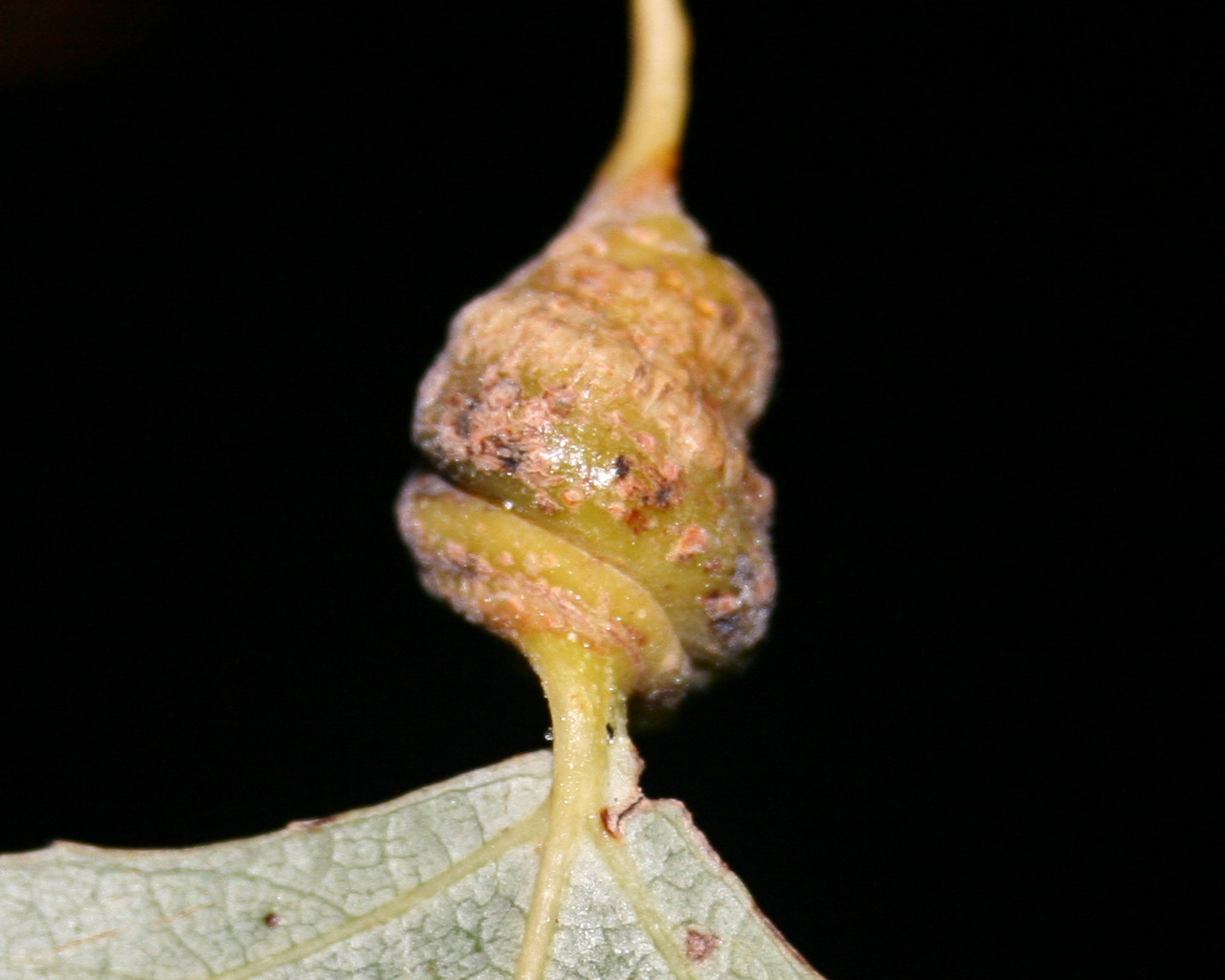
Galle spiralée